# Spýros Kyprianoú
Spýros Kyprianoú (en griego: Σπύρος Κυπριανού) (28 de octubre de 1932 en Limassol - 12 de marzo de 2002 en Nicosia) fue un político chipriota.
Estudió derecho y economía en Londres. Durante el tiempo en que vivió en Londres trabajó para una organización chipriota que informaba al público británico sobre la situación en Chipre, en particular a partir de 1955. Debido a esta actividad, Kyprianoú fue expulsado de Gran Bretaña. 
Entre 1960 y 1972, fue Ministro de Asuntos Exteriores de Chipre. 
En 1976, fundó el Partido democrático, con el cual ganó las elecciones ese mismo año. Fue 2 veces Presidente del Parlamento de Chipre, entre septiembre de 1976 y septiembre de 1977, luego entre junio de 1996 y junio de 2001.
En 1977, después de la muerte del arzobispo Makarios, Kyprianoú lo remplazó como Presidente. Fue reeligidó para el puesto en 1978 y 1983. 
Era casado y tuvo 2 hijos, su segundo hijo es también político Márkos Kyprianoú. Murió el 12 de marzo de 2002, en Nicosia por un cáncer. 